# Годович
Годович (словен. Godovič) — поселення в горах південно-схід від Ідрії, Регіон Горишка, Словенія. Висота над рівнем моря: 580,4 м.